# Réchicourt-la-Petite
Réchicourt-la-Petite är en kommun i departementet Meurthe-et-Moselle i regionen Grand Est (tidigare regionen Lorraine) i nordöstra Frankrike. Kommunen ligger i kantonen Arracourt som tillhör arrondissementet Lunéville. År 2022 hade Réchicourt-la-Petite 63 invånare.

## Befolkningsutveckling
Antalet invånare i kommunen Réchicourt-la-Petite
| Referens: INSEE |